# Maurice Hugh-Sam
Maurice Hugh-Sam (nascido em 17 de fevereiro de 1955) é um ex-ciclista olímpico jamaicano. Representou sua nação em dois eventos nos Jogos Olímpicos de Verão de 1972.